# Culture de Friedenhain-Prestovice
La culture de Friedenhain-Prestovice a été mise en évidence par des archéologues allemands et tchèques au début des années 1980 par comparaison des vestiges archéologiques recueillis d'une part à Friedenhain, près de Straubing (Bavière), et d'autre part à Přešťovice (République tchèque), sur les rives de l'Otava, un affluent de la Moldau.

## Historique
F. Winkelmann, responsable du service d'archéologie romaine du district de Moyenne-Franconie avait effectué dans les années 1920 des fouilles intensives dans la région d'Eichstätt, et publié ses résultats en 1926. Quelques années plus tard, l'historien Reinecke proposait une première synthèse des données archéologiques relatives au « limes » romain dans la région d'Ingolstadt. Après la Seconde Guerre mondiale, Josef Reichart, conservateur du musée d'Ingolstadt, prolongea les idées de Reinecke en émettant l'hypothèse que certains vestiges pouvaient être rattachés à une occupation germanique de la région. De nouveaux rapports de fouilles furent publiés en 1962 et 1964. La mise en évidence d'une culture spécifique associée à des tribus de germains est due à l'archéologue Th. Fischer au début des années 1980.

## Extension géographique
La culture de Friedenhain-Prestovice s'est développée vers 400 ap. J.-C. dans la vallée du Danube, entre Passau et Neubourg-sur-le-Danube, et se reconnait à une technique céramique spécifique, apparentée à celle du groupe des « Germains de l'Elbe ». Des vestiges de poterie similaire, datés du début du Ve siècle, ont été mis au jour non seulement dans les tombes de Prestovice et d'autres sites en République tchèque, mais aussi tout au long du Danube jusqu'à Linz (Haute-Autriche), dans la vallée de l'Altmühl, et jusqu'à Wertach en Souabe (naguère  Kastell-am-Goldberg près de Türkheim).
Dans l'ouest de la Bavière, les vestiges archéologiques des Germains de l'Elbe sont souvent mêlés à des objets d'origine alémanique. Ce mélange se retrouve parfois aussi dans les toponymes, qui évoquent les germains Thuringiens (Thürheim, Türkheim, Thierhaupten). Les restes archéologiques des germains de l'Elbe ne peuvent pour l'instant être rattachés avec certitude ni aux Germains de Friedenhain, ni aux Germains Thuringiens.

## Interprétation
Ces fouilles archéologiques montrent que les hommes de Friedenhain s'établirent dans un premier temps le long du limes romain de Rhétie et de Norique, au-delà du Danube. Ils s'emparèrent ensuite (probablement à la suite d'une fédération de différentes tribus) des camps romains de la région (celui de Ratisbonne par exemple). Leur migration coïncide avec l'exode des Vandales et des Suèves qui, après s'être alliés aux Alains, longèrent le Danube, franchirent le Rhin en 406, passant en Gaule puis en Espagne.
Il n'y a aucun témoignage écrit sur ces hommes de Friedenhain. Eugippe, qui dans sa biographie de Saint Séverin, décrit ce qu'il a lui-même vécu en tant qu'habitant de la vallée du Danube à cette époque, n'évoque que des tribus barbares ou les Germains de l'Elbe de la tribu des Thuringes, lesquels peuvent être identifiés, tant par la proximité géographique qu'historique, aux hommes de Friedenhain.
Les fouilles de Friedenhain présentent un intérêt essentiel pour la compréhension de l'occupation de la Bavière entre la fin de l'Empire romain et l'époque des Mérovingiens. Reprenant l'étymologie du toponyme « Bavière », la culture de Friedenhain est identifiée à celle des Bavarii.